# Бой под Кобрином
Бой под Ко́брином — полный разгром 15 (27) июля 1812 года русскими войсками саксонской бригады в городе Кобрин на начальном этапе Отечественной войны. Первая крупная победа русских войск в Отечественной войне 1812 года. По своим масштабам и военно-политическим последствиям стала самой крупной и значительной победой на начальном этапе войны 1812 года.

## Предыстория
24 июня 1812 года Наполеон вторгся в Российскую империю на широком фронте от Бреста в Белоруссии до Балтики на севере. Основные силы французов перешли Неман в Литве и действовали против размещённых там 1-й и 2-й русских армий. На юге реку Буг перешёл 33-тысячный австрийский корпус Шварценберга, который двинул войска в Белоруссию по союзному договору Австрийской империи с Наполеоном. Австрия была принуждена участвовать в Русской кампании 1812 года как французский вассал, однако дала своему командующему Шварценбергу негласные инструкции не усердствовать и не удаляться далеко от границ.
Шварценбергу противостояла 3-я Резервная обсервационная армия генерала от кавалерии Тормасова, численность которой сильно варьирует в разных документах. По штатному составу историки насчитывают в ней до 45 тысяч, Клаузевиц определяет её численность в 35 тысяч, а князь Вяземский (командир 15-й дивизии в составе 3-й армии) в своих записках упоминает о 25 тысячах боеспособных в 3-й армии, 160 орудий и гарнизоны Белоруссии и севера-запада Украины, которые возможно тоже относились к 3-й армии. Обсервационная армия прикрывала своими частями от Австрии и Варшавского Герцогства юг Белоруссии и северо-запад Украины.
С началом войны австрийцы прикрыли от 3-й армии русских правый фланг Наполеона, разместив вдоль границы Белоруссии с Украиной гарнизоны по линии Брест—Кобрин—Пинск протяжённостью в 170 км.
Поначалу дело ограничивалось манёврами, русские и австрийцы наблюдали друг за другом, не вступая в бои. 17 июля Тормасов получил предписание от военного министра Барклая-де-Толли, в котором выдал распоряжение Александра I: «…Собрав вверенную вам армию, сделайте движение вперёд и решительно действуйте во фланг и тыл неприятельских сил, устремлённых против князя Багратиона, который взял направление своё на Слуцк к Бобруйску; неприятель же, переправясь у Бреста, следует к Пинску».
Приказ удачно совпал с перестановкой войск в стане противника. Наполеон отзывал австрийцев на главное направление, приказав 7-му саксонскому корпусу генерала Ренье (17 тысяч) переправиться в Волынскую губернию. При этом Наполеон, недооценив силы 3-й армии (по данным военной разведки французов армия Тормасова насчитывала 9 тыс. рекрутов), приказал Ренье вести активные военные действия. В конце распоряжения Наполеоном было сделано  следующее заключение: «Тормасов ничтожен перед Вами, у него остатки трёх батальонов, плохие рекруты, негодные в дело… Обстоятельства дел таковы, что мы угрожаем Москве и Петербургу, и когда же тут думать Тормасову о наступательных действиях с его жалкими войсками». Первоначальный план Наполеона подразумевал молниеносную кампанию — разбить в генеральном сражении Западные армии русских и заставить царя просить мир.
Тормасов атаковал в тот момент, когда австрийцы отвели свои войска, а саксонцы ещё не заняли полностью оборонительную линию. Сначала по плану должен был быть взят Брест, потом Кобрин.

## План наступления Тормасова
Тормасов выделил пять кавалерийских полков (в основном драгунских) для охраны границ России со стороны союзного Наполеону Варшавского Герцогства. Затем стянул наличные силы к Ковелю, разделив армию на пять частей:
- Отряд генерал-лейтенанта Сакена прикрывал тыл, оставаясь в Луцке.
- Основные силы (три кавалерийских и 11 пехотных полков) под командованием Тормасова двинулись к Кобрину по южной дороге.
- Отряд генерал-майора Ламберта в составе двух егерских и двух кавалерийских полков был послан к Бресту.
- Отряд генерал-майора Щербатова в составе двух кавалерийских полков послан к Бресту с другого направления. Отряды Ламберта и Щербатова после занятия Бреста должны были атаковать Кобрин с западной стороны.
- Отряд генерал-майора Мелиссино (один кавалерийский полк и примерно батальон пехоты) послан к Пинску демонстрировать активность и ввести в заблуждение Ренье о намерениях Тормасова.

Генерал Щербатов 24 июля занял Брест, выбив из города два вражеских эскадрона из корпуса Ренье. Одновременно генерал Мелиссино 25 июля выбил отряд саксонцев из Пинска в 170 км от Бреста. Ренье с главными силами находился возле Янова, примерно посередине между Кобрином и Пинском, в состоянии некоторой растерянности, не в силах определить направление главного удара русских и их силы.
Кобрин — небольшой городок с населением около 2 тысяч жителей на юго-западе Белоруссии на реке Мухавце (восточный приток Буга).

## Ход сражения

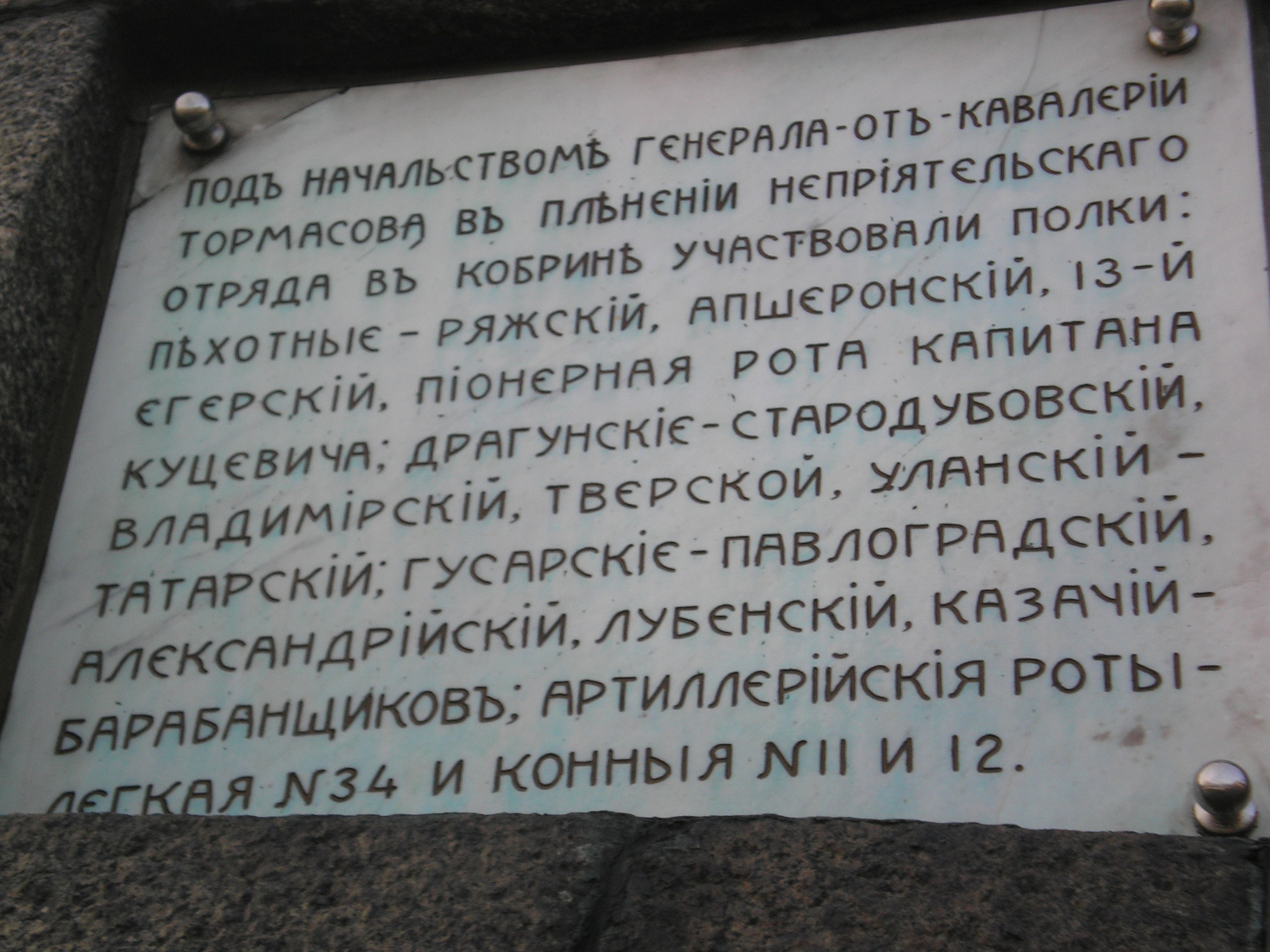
Мемориальная доска на памятнике победы русских войск в Кобрине

Бригада генерал-майора Г. Кленгеля (два батальона линейной пехоты 1-го Королевского полка, шесть рот линейной пехоты 2-го полка Низемойшеля, три эскадрона уланов при восьми орудиях, всего около пяти тысяч человек), входившая в 22-ю дивизию 7-го армейского корпуса генерала-майора Жана-Луи Ренье, заняла Кобрин. Из Бреста-Литовского туда двигались отряды Ламберта и Щербатова, через Дивин — авангард Чаплица, и за ним —  главные силы Тормасова.
Саксонцы ожидали русских со стороны Бреста и заняли позицию в двух километрах от города силами кавалерии на дороге и стрелками вдоль дороги. С юга саксонцы засели в зданиях усадьбы на окраине, преграждая вход авангарду Тормасова.
Авангард Ламберта 23 июля занял Бульково и утром следующего дня подошёл к Кобрину. Первыми (22 июля) к городу подступили полк Власова 2-го, Евпаторийский конно-татарский, Татарский уланский и 2-й Башкирский полки.
Ламберт на западе ранним утром 27 июля атаковал противника силами иррегулярной конницы, стараясь выманить саксонцев в открытое поле. Отряд князя В. Г. Мадатова (эскадрон гусар, полки 2-й Башкирский и Власова 2-го) он отправил за реку Мухавец, чтобы отрезать противнику отступление в Пружаны и окружить город с севера. Тормасов приказал генералу Чаплицу с авангардом обойти Кобрин с востока и отрезать бригаде Кленгеля отступление на Городец, где находился Ренье с основными силами корпуса. Чаплиц отправил отряд под командой майора Павлоградского гусарского полка Остроградского (два эскадрона павлоградцев, эскадрон Лубенского полка и сотня казаков полка Барабанщикова 2-го) атаковать город с юга, по Ковельской дороге, чтобы отвлечь внимание противника. Основной удар Чаплиц нанёс с восточной стороны, по Антопольской дороге. Ламберту удалось сбить заслон саксонцев с дороги, но они закрепились в городских зданиях, преграждая путь в город с запада. Таким образом бригада Кленгеля оказалась в полном окружении. Саксонцы попытались сбить заслон русских с дороги на Пружаны, но были отброшены обратно в Кобрин.
Тем временем в 9 часов утра к Кобрину подтянулись главные силы русских. Тормасов послал в Кобрин ещё два пехотных полка, остальные полки окружили городок плотным кольцом. В городке из деревянных построек саксонцам негде было закрепиться. Русская артиллерия легко расстреливала любую позицию, город горел. Из 630 городских строений после боя уцелело лишь 62. Князь Вяземский на следующий день записал в дневнике впечатления от боя:

«Всё в пламени, жены, девушки в одних рубашках, дети, все бегут и ищут спасения; сражение в пожаре, быстрое движение войск, раскиданные неприятелем обозы, ревущей и бегущей скот по полю, пыль затмила солнце, ужас повсюду.»

К полудню сражение окончилось, оставшиеся в живых саксонцы во главе с генералом Кленгелем были загнаны в полуразрушенный Кобринский замок (часть дара Екатерины II графу А. В. Суворову) и сдались в плен.

## Итоги сражения

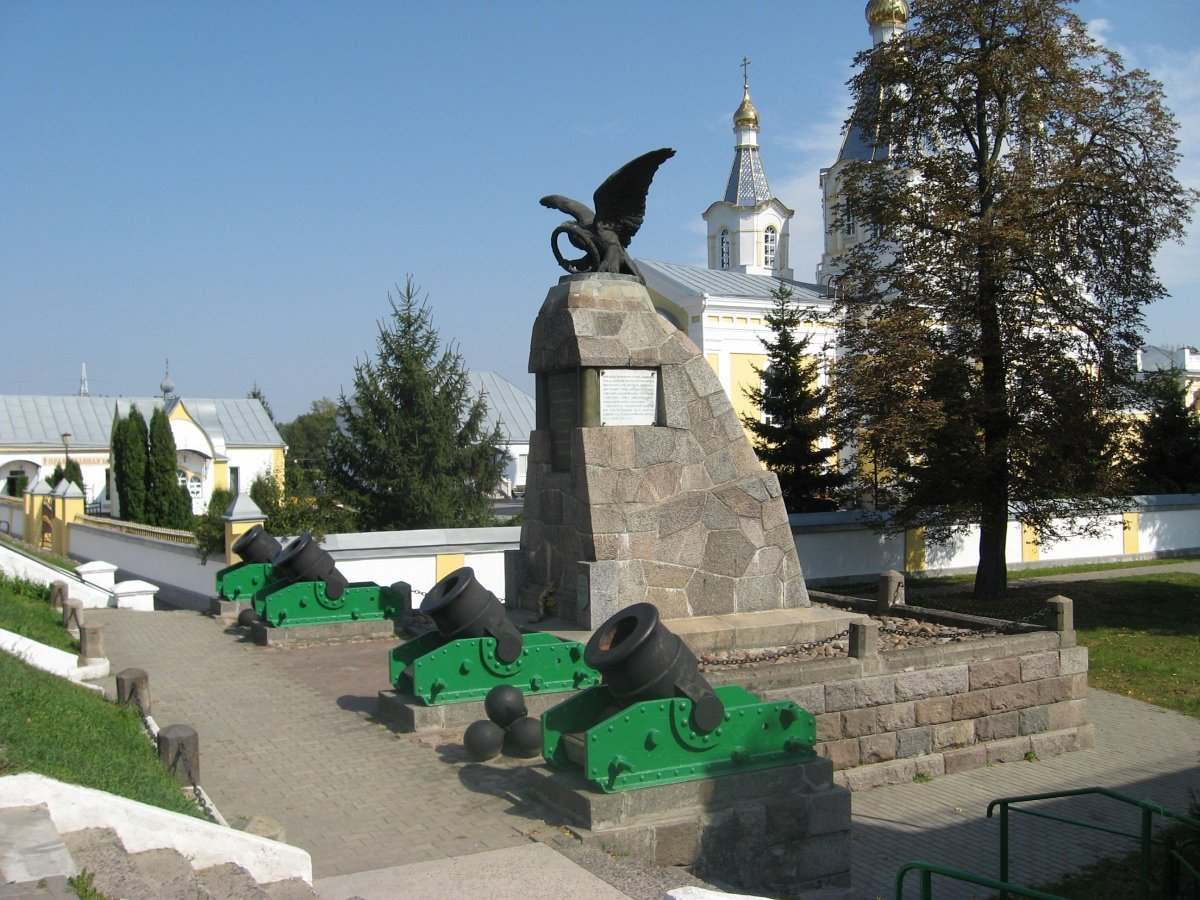
Памятник победе под Кобрином

Согласно донесению Тормасова погибло более тысячи саксонцев, пленены: генерал-майор Генрих фон Кленгель, три полковника, шесть штаб-офицеров, 57 офицеров и 2234 унтер-офицера и рядовых, захвачено четыре знамени, восемь пушек и большое количество другого оружия. У русских погибло 77 человек и 181 получили ранения.
Русский царь щедро отметил первую крупную победу в Отечественной войне. Тормасов получил орден Святого Георгия 2-й степени и 50 тысяч рублей, графу Ламберту пожалована  сабля, украшенная алмазами, с надписью «За храбрость»; князь Мадатов получил алмазные знаки ордена Святой Анны 2-й степени; Чаплиц — знаки ордена Святой Анны 1-й степени с бриллиантами. Орденом Святого Георгия 4-й степени был награждён командир 13-го Егерского полка майор Избаша.
В Казанском соборе Санкт-Петербурга хранились два из четырёх захваченных в битве при Кобрине саксонских знамён: знамя 1-го батальона Саксонского Королевского пехотного полка, (позже известного как Саксонский лейб-гвардии гренадерский  полк № 100) и знамя 2-го батальона Саксонского пехотного полка Низемейшеля (расформированного). Также там хранился один из штандартов Уланского полка генерала Клемента.
В день разгрома саксонской бригады в Кобрине на основном направлении 1-я русская армия отступила перед Наполеоном к Смоленску после тяжёлых арьергардных боёв под Витебском.
Ренье не дошёл 25 км до Кобрина. Узнав о разгроме своей бригады, он стал отступать на север к Слониму, преследуемый отрядами Тормасова. Шварценберг с согласия Наполеона повернул на помощь к 7-му корпусу Ренье. Таким образом армия Тормасова оттянула на себя мощный корпус Шварценберга, ослабив французские войска на Московском направлении.
12 августа соединёнными силами Шварценберг и Ренье атаковали под Городечно (немного севернее Кобрина) силы Тормасова, исчисляемые князем Вяземским в 16 тысяч солдат. Русские потеряли до 1200 солдат и к сентябрю отступили на юг к Луцку, укрепившись на восточном берегу реки Стыр.
С подходом в середине сентября 1812 года Дунайской армии Чичагова Тормасов обрёл превосходство над Шварценбергом и 23 сентября перешёл в наступление.